# Conn Iggulden
Conn Iggulden (n. 24 februarie 1971, Londra, Anglia, Regatul Unit) este un romancier englez, care scrie în principal romane istorice. Este și co-autor (împreună cu fratele său, Hal Iggulden) al cărții Cartea pericolelor pentru băieți. 

## Biografie
S-a născut în 1971, dintr-un tată englez și o mamă irlandeză (al cărei bunic a fost un seanchaí), a urmat cursurile St Martins School din Northwood înainte de a se muta la Merchant Taylors' School. A studiat limba engleză la Universitatea din Londra și a predat aceast[ materie timp de șapte ani, devenind șef al departamentului de limbă engleză la Haydon School, unde unul dintre elevii săi a fost Fearne Cotton. În cele din urmă a părăsit catedra pentru a scrie primul său roman, Porțile Romei. Este căsătorit, are patru copii și locuiește în Hertfordshire, Anglia. În luna august 2014, Iggulden a fost una din cele 200 de persoane publice care au semnat o scrisoare către The Guardian pentru a se opune independenței Scoției în perioada premergătoare referendumului din septembrie făcut pe această temă.

## Carieră

### Romane istorice
Cartea de debut a lui Iggulden a fost Porțile Romei, prima dintr-o serie de cinci cărți grupate sub titlul Împărat. Seria este bazată pe viața lui Iulius Cezar din copilăria sa (Porțile de la Roma) până la trădarea și moartea sa (Zeii războiului). Opțiunea de film a fost vândută către Spitfire Productions (o companie Intermedia).
După finalizarea celei de a patra cărți din seria Împăratul, Iggulden a început cercetarea pentru următoarea serie de cărți, seria Cuceritorul, bazat pe viața războinicilor mongoli Ginghis Han, Ogedai Han și Kubilai Khan. Prima carte din serie a fost disponibilă din 2007. Bones of the Hills, a treia carte din serie, a fost lansată la data de 1 septembrie 2008. În septembrie 2010 a fost lansată Empire of Silver, care se învârte în jurul vieții fiului lui Genghis Han, Ogedai. În timp ce Iggulden a confirmat inițial pe site-ul său oficial că va scrie încă două cărți după Empire of Silver despre Kubilai Khan, la sfârșitul seriei Cuceritorul afirmă că ar fi ultima din serie. Iggulden a explicat dorința sa de a părăsi personajul când încă mai rămăsese destul de descris, mai degrabă decât să-l urmărească până la căderea lui, așa cum a făcut cu Iulius Cezar și Gingis Han.
Cartea Pasărea furtunii a fost editată în 2013 și este primul roman din seria Războiul celor Două Roze. 

## Lucrări

### SeriaÎmpărat
- Porțile Romei (2003)
- Moartea Regilor (2004)
- Câmpul Săbiilor (2005)
- Zeii Războiului (2006)
- Sângele Zeilor (2013)

### SeriaCuceritorul
- Wolf of the Plains (2007)
- Lords of The Bow (2008)
- Bones of the Hills (2008)
- Empire of Silver (2010)
- Conqueror (2011)

### SeriaRăzboiul celor Două Roze
- Pasărea furtunii (2013)
- Trinity (2014)
- Bloodline (2015)
- Ravenspur (2016)

### Cărțile pericolelor
- Cartea pericolelor pentru băieți (2007) (cu Hal Iggulden)
- Cartea de buzunar a pericolelor pentru băieți: Lucruri de făcut (2007) (cu Hal Iggulden)
- Cartea de buzunar a pericolelor pentru băieți Yearbook (2007) (cu Hal Iggulden)
- Cartea de buzunar a pericolelor pentru băieți: Lucruri de știut (2008) (cu Hal Iggulden)
- Cartea de buzunar a pericolelor pentru băieți: Minunile lumii (2008) (cu Hal Iggulden)
- Cartea de buzunar a pericolelor pentru băieți: Fapte, personaje și amuzanment (2008) (cu Hal Iggulden)
- The Dangerous Book of Heroes (2009) (with David Iggulden)

### Altele
- Blackwater (2006)
- Tollins: Explosive Tales for Children (septembrie 2009)
- How to Blow Up Tollins (with Lizzy Duncan) (octombrie 2010)
- Quantum Of Tweed - The Man with the Nissan Micra (2012)